# 2004 a tudományban
2004 a tudományban és a technikában.

## Antropológia
- október 27. – Eddig nem ismert emberelőd maradványokat találtak Indonéziában. Homo floresiensis-nek nevezték el. Ez a törpszerű hominid 18 000 éve élt Flores szigetén. Az eredményeket a Nature-ben publikálták.[1]

## Biológia
- július 30. – Tengerbiológusok a Monterey Bay Aquarium Research Institute-tól a Science-ben közlik felfedezésüket egy új családról, amit Osedaxnak neveztek el. Ezek a mélytengeri férgek a bálnák tetemeiből származó zsírokkal táplálkoznak.[2]

## Csillagászat
- január 19. – A Hubble űrtávcső programjának befejezését jelentik be.
- március 15. – A csillagászok bejelentik a 90377 Sedna, egy Plútóhoz hasonló planetoid felfedezését, mely a Naptól legtávolabb keringő ismert objektum.
- május 18. – A Chandra űrtávcső segítségével tudósok bejelentik,[3] hogy az univerzum tágulása gyorsuló fázisban van.
- június 8. – A Vénusz elhalad a Nap előtt.
- október 28. – Teljes holdfogyatkozás, amely Magyarországon is látható.
- november 15. – A SMART–1, az első európai holdszonda megérkezik a Holdhoz.
- november 20. – Felbocsátják a Swift űrszondát, melynek feladata, hogy gamma- és röntgensugárzást vizsgáljon.
- december 27. – A Magnetar (SGR 1806-20) nevű neutroncsillag robbanásának sugárzása elérte a Földet. Ezt tartják a valaha megfigyelt legnagyobb erejű robbanásnak galaxisunkban.[4]

## Geológia
- szeptember 28. – Földrengés Parkfieldben, Kaliforniában. Mivel ez a világ egyik földrengés központja, számtalan műszerrel figyelik folyamatosan a földmozgásokat. Ez a rengés volt a legjobban megfigyelt eset a geológia történetében.

## Fizika
- január 14. – A Pennsylvania State University fizikusai Bose–Einstein-kondenzátumot hoznak létre.[5]
- február 3. – Orosz és amerikai fizikusok eredményeik alapján megjósolják a 113 és 115 rendszámú elemek létét.[6]
- március 22. – Egy ausztrál, görög és orosz kutatókból álló csoport bejelenti a valaha készített legkisebb sűrűségű, nanohabos felépítésű szénből álló anyag kifejlesztését.[7]
- április 20. – A NASA elindítja a Gravity Probe B-t Albert Einstein általános relativitáselméletének bizonyítása érdekében.

## Technológia
- március 27. – A NASA sikeresen teszteli X-43A nevű repülőjét a Hyper-X projekt keretein belül, mely meghaladta a Mach 7-et ezzel a leggyorsabb hiperszonikus szabadrepülésű gépezetté válva.
- április 30. – A University of California kutatói bejelentik az első nagy sebességű tranzisztor kifejlesztését, mely szén nanocsövekből készült, és mikrohullámú frekvenciákon működik.

## Számítástechnika
- február 3. – A KDE 3.2 és a KDevelop 3. kiadása.
- június 17. – Megjelenik az első bluetooth-on keresztül terjedő mobiltelefonra írt vírus.
- augusztus 6. - A Windows XP Szervizcsomag 2. kiadása

## Űrkutatás
- január 3. – A NASA MER-A Spirit űrszondája, mely része a Mars Exploration Rover programnak, sikeresen landolt a Marson.
- január 24. – A NASA MER-B Opportunity űrszondája, mely része a Mars Exploration Rover programnak, sikeresen landolt a Marson.
- március 2. – A NASA bejelenti, hogy az Opportunity szonda a leszállási helyének közelében víz geológiai jegyeit fedezte fel.
- március 2. – Az ESA Rosetta küldetése beindul, célja, leszállni a 67P/Csurjumov–Geraszimenko üstökösre 2014-ben.
- március 4. – A NASA MER-A Spirit űrszondája víz és vulkanikus kőzet múltbeli kölcsönhatását mutatta ki.
- április 1. – A Genesis űrszonda elindul vissza a Föld felé.
- június 21. – A SpaceShipOne-t, az első civil űrrepülőt elindítják Kaliforniában, elérte a 100 km-es magasságot megközelítve ezzel az világűr határát.
- július 1. – A Cassini–Huygens űrszonda sikeresen pályára áll a Szaturnusz körül, majd megkezdi a gyűrűs bolygó és 31 ismert holdja négy évig tartó tanulmányozását.
- augusztus 2. – A NASA sikeresen elindítja a MESSENGER szondát, mely 5 év alatt éri el a Merkúrt.
- szeptember 8. – A Genesis űrszonda napszélből vett részecskemintákkal visszatér a Földre, de a földbe csapódik, mivel nem nyílik ki a fékezőernyője.
- október 4. – A SpaceShipOne nyeri el az Ansari X-díjat miután 5 napon belül második alkalommal éri el a 100 km-es magasságot.
- november 15. – A SMART–1 űrszonda megkezdi Hold körüli keringését. Ez az első ilyen jellegű európai küldetés.
- december 25. – A Cassini sikeresen elengedi Huygens szondáját, mely megkezdi útját a Szaturnusz Titán holdjához.

## Díjak
- Nobel-díj
  - Fiziológiai és orvostudományi Nobel-díj: Linda Buck és Richard Axel megosztva „a szaglósejtek és a szaglórendszer működésének leírásáért”.
  - Fizikai Nobel-díj: David Jonathan Gross (USA), Hugh David Politzer (USA), Frank Wilczek (USA) „az erős kölcsönhatás elméletében jelenlévő aszimptotikus szabadság felfedezéséért”.
  - Kémiai Nobel-díj: Aaron Ciechanover, Avram Hersko és Irwin Rose az „ubikvitin-közvetítette fehérje bontás felfedezéséért”.
- Abel-díj a matematikában: Michael F. Atiyah and Isadore M. Singer
- Millennium Technology Prize: World Wide Web elindítója Tim Berners-Lee.
- Descartes-díj átütő tudományos sikerekért:
  - Mitokondriális biogenezis, betegség projekt (koordinátor Howard Trevor Jacobs).
  - Hosszú távú fotonikus kvantum kommunikációs projekt (koordinátor Anders Karlsson)

.

## Kinevezések
- február 12. – Arden Bement, vezetővé az USA National Science Foundation-nél.
- augusztus 26. – Susan Hockfield neurobiológus lett a MIT vezetője.
- november 19. – Piermaria Oddone részecskefizikus lett a Fermilab vezetője Michael Witherellt követve a poszton. (2005. július 1-jétől).

## Halálozások
- március 15.
  - William Pickering, a NASA Jet Propulsion Laboratory-jának egykori vezetője (* 1910).
  - Sir John Pople Nobel-díjas britkémikus (* 1925).
- július 3. – Andrian Nyikolajev orosz, szovjet űrhajós (* 1929).
- július 21. – Edward B. Lewis megosztott Nobel-díjas amerikai genetikus (* 1918)
- július 28. – Francis Crick brit biofizikus, neurobiológus, orvosi Nobel-díjat kapott a DNS kettős hélixének leírásáért (* 1916).
- augusztus 12. – John Clark (született 1951.), a Roslin Intézet vezetője, részt vett a Dolly bárányt klónozó csapatban.
- augusztus 15. – Sune Bergström Nobel-díjas svéd biokémikus (* 1916).
- augusztus 31. – Fred Whipple (született 1906.), amerikai csillagász, aki részt vett az üstökösök leírásában, nevéhez fűződik a piszkos hólabda kifejezés.
- október 5. – Maurice Wilkins új-zélandi születésű brit fizikus, biofizikus, orvosi Nobel-díjat kapott a DNS kettős hélixének leírásáért (* 1916).
- október 19. – Lewis Urry (született 1927.), a hosszú életű alkalikus elem felfedezője.
- november 18. – Robert Bacher (született 1905.), magfizikus, a Manhattan terv tagja, a California Institute of Technology professzora.
- december 29. – Julius Axelrod amerikai biokémikus, orvosi Nobel-díjat kapott a katekolamin neurotranszmitterek leírásáért (* 1912).